# Município de Liberty (condado de Clinton, Ohio)
O município de Liberty (em inglês: Liberty Township) é um município localizado no condado de Clinton no estado estadounidense de Ohio. No ano de 2010 tinha uma população de 1.067 habitantes e uma densidade populacional de 16,61 pessoas por km².

## Geografia
O município de Liberty encontra-se localizado nas coordenadas 39° 32′ 17″ N, 83° 49′ 05″ O. Segundo a Departamento do Censo dos Estados Unidos, o município tem uma superfície total de 64.26 km², da qual 63,84 km² correspondem a terra firme e (0,64 %) 0,41 km² é água.

## Demografia
Segundo o censo de 2010, tinha 1.067 habitantes residindo no município de Liberty. A densidade populacional era de 16,61 hab./km². Dos 1.067 habitantes, o município de Liberty estava composto pelo 97,75 % brancos, o 0,66 % eram afroamericanos, o 0,56 % eram amerindios, o 0,19 % eram asiáticos, o 0,19 % eram de outras raças e o 0,66 % eram de uma mistura de raças. Do total da população o 1,5 % eram hispanos ou latinos de qualquer raça.